# Enumeratio
Die Enumeratio (lateinisch für Aufzählung und in der Rhetorik für Rekapitulation, zusammenfassende Wiederholung) oder Enumeration ist eine rhetorische Figur, mit der die erschöpfende Aufzählung der Teile eines übergeordneten Ganzen bezeichnet wird.
Sie impliziert Vollständigkeit respektive Abgeschlossenheit gegenüber weiteren Elementen. – Beispiel:
- „Kinder, Erwachsene und Alte – alle lieben das Buch.“ Es ist eine spezielle Form der als Accumulatio bezeichneten allgemeinen Aufzählung.

Die Aufzählung zweier Teile als feststehende, formelhafte Wendung wird als Hendiadyoin bezeichnet.
Eine abschließende Zusammenstellung am Ende einer Rede oder einer Argumentation wird als Recapitulatio bezeichnet.